# Дисконтная облигация
Бескупонная облигация (нулевая облигация, «нулёвка», англ. zero-coupon bond или просто zero) — один из видов облигаций, доход от которой кредиторы получают в виде глубокого дисконта, то есть уценки номинальной стоимости при покупке. Продаются нулевые облигации, как правило, на вторичном рынке. Поскольку, в отличие от традиционных облигаций, купоны не выплачиваются вообще (почему и получила название бескупонная облигация), дисконтные облигации продаются по цене существенно ниже номинала (иногда более чем вдвое) с целью компенсировать отсутствие купонов. В результате, чем ближе дата погашения облигации, тем выше рыночная цена дисконтной облигации. Примеры дисконтных облигаций в России — ГКО, БОБР (Бескупонные облигации Банка России). Между дисконтной облигацией и стандартной купонной облигацией имеется и переходная форма — облигация с глубоким дисконтом.

## История
Дисконтные облигации впервые появились на рынке ценных бумаг США в 1960-е годы в результате обнаружения инвесторами нескольких лазеек в налоговом законодательстве страны, которое не учитывало накопление процентной ставки, в частности сложного процента на протяжении нескольких лет. Получили широкое распространение к 1980-м годам. Когда лазейки были поспешно ликвидированы американским правительством, нулевые облигации длительной дюрации стали преимущественно использоваться страховыми компаниями и пенсионными фондами. Поскольку нулевые облигации не имеют купонов, то федеральным налогом каждый год облагается не купон, а положительная разница между номиналами самой облигации в начале и конце года, то есть её накопленная стоимость. Таким образом, в случае удорожания облигации (стандартный случай) налогом облагается накопленная стоимость у кредитора, в случае удешевления налоги кредиторами не платятся. Должник (компания) взявшая заём, в свою очередь, вычитает накопленную стоимость из своих доходов до налогообложения, уменьшая таким образом налоговое бремя. Нулевые облигации не облагаются дополнительными налогами штатов и муниципалитетов в случае, если кредитор проживает на территории штата, где выпущена «нулёвка». В РФ и странах СНГ появились в 1990-е годы.

## Стоимость дисконтной облигации и бескупонная кривая
Стоимость на момент {\displaystyle t} безрисковой бескупонной облигации с единичным номиналом и погашением в момент {\displaystyle T} связана с процессом безрисковой ставки {\displaystyle r_{t}} и банковского счета {\displaystyle B_{t}}
следующим образом:
{\displaystyle P(t,T)=\mathbb {E} _{t}^{\mathbb {Q} }[D(t,T)]=\mathbb {E} _{t}^{\mathbb {Q} }(B_{t}/B_{T})=\mathbb {E} _{t}^{\mathbb {Q} }{\Bigl [}e^{-\int _{t}^{T}r_{u}du}{\Bigr ]}}
где {\displaystyle \mathbb {E} _{t}^{\mathbb {Q} }} - условное (по информации, доступной в момент t) математическое ожидание в так называемой риск-нейтральной мере
Фактически это дисконт-фактор приводящий будущий денежный поток в момент {\displaystyle T} текущему моменту {\displaystyle t}. Соответственно, для фиксированного текущего момента {\displaystyle t} функция {\displaystyle P(t,T)}, рассматриваемая как функция второго аргумента (точнее разности {\displaystyle T-t}) - это дисконтная бескупонная кривая доходности, из которой можно получить бескупонные доходности (сложные, простые, непрерывные) для разных срочностей. 
Стоимость бескупонной облигации также можно выразить через  форвардные ставки, например, через мгновенные форвардные ставки следующим образом
{\displaystyle P(t,T)=e^{-\int _{t}^{T}f(t,u)du}}
Соответственно, стоимости дисконтных облигаций (не обязательно торгуемых непосредственно) с различными сроками фактически участвуют при оценке стоимости любых финансовых инструментов  как дисконт-факторы. В том числе и при оценке купонных облигаций. Доходность купонной облигации, при которой она стоит ровно номинал (так называемый par-rate) можно вычислить как 
{\displaystyle R(t,T_{n})={1-P(t,T_{n}) \over \sum _{i=1}^{n}P(t,T_{i})\Delta t_{i}}}
Эта ставка почти эквивалентна выражению для своп-ставки (ставки процентного свопа соответствующего срока) - разница лишь в том, что для свопов может иметь место начальный лаг (обычно 1 день), поэтому в приведенной формуле вместо 1 в числителе будет стоять {\displaystyle P(t,T_{0})}. Также могут быть технические различия в оценке продолжительностей периодов в долях года.